# گرازهای دریایی
گرازهای دریایی (نام علمی: Odobenidae) نام یک تیره از زیرراسته سگ‌واران است.